# Karl Czok (Politiker)
Karl Czok (* 22. Dezember 1949 in Großzschepa; † 7. November 2012) war ein deutscher Erzieher und Politiker (DBD, ab 1990 CDU). Von 1990 bis 1994 war er Abgeordneter im Sächsischen Landtag.

## Leben und Wirken
Nach Besuch der Grundschule in Großzschepa sowie der Oberschule in Thallwitz absolvierte Czok seine berufliche Grundausbildung in Canitz, die er 1967 mit dem Facharbeiterabschluss in Großzschepa abschloss. Er war anschließend zunächst bis 1970 als Agrotechniker und anschließend als Kraftfahrer im Fernverkehr sowie von 1972 bis 1979 im Betriebsverkehr tätig. Am Institut für Heimerzieherausbildung bildete er sich von 1979 bis 1983 zum Heimerzieher weiter. Von 1986 bis 1989 war er in Leipzig Lehrer und Leiter an der Bildungsstätte der DBD, der er 1967 beigetreten war.
Czok gehörte von 1979 bis 1989 dem Gemeinderat von Böhlitz an. Er war von 1980 bis 1986 Mitglied des Kreisvorstands der DBD im Kreis Wurzen. 1990 übernahm er die Geschäftsführung des Bezirksvorstands der DBD im Bezirk Leipzig und bekleidete dieses Amt bis zur Fusion mit der CDU im September 1990. Bei der Landtagswahl in Sachsen 1990 verpasste er zunächst den Einzug in den Sächsischen Landtag, rückte aber nach dem Ausscheiden des Listenbewerbers Christfried Gebauer für diesen bereits im Oktober 1990 in das Landesparlament nach. Aus diesem schied er nach einer Wahlperiode aus, da er bei der Landtagswahl 1994 nicht wieder kandidierte.